# Maître de Llupia
Le maître de Llupia est un peintre actif en Catalogne au début du XVIe siècle, peut-être d'origine flamande ou germanique. Il est l'auteur d'au moins six panneaux peints représentant la légende de saint Thomas, retrouvés en 1998 dans l'église paroissiale Saint-Thomas de Llupia (Pyrénées-Orientales), à l'occasion de travaux exécutés par le Centre de conservation et de restauration du patrimoine du conseil général des Pyrénées-Orientales. Ces panneaux, réalisés vers 1510-1512, avaient été démontés dans la seconde moitié du XVIIIe siècle, lors du remplacement de l'ancien retable par un nouveau, de style baroque. En 1886, certains panneaux avaient été utilisés pour réparer le retable baroque, et l'un d'entre eux - L'Incrédulité de saint Thomas - avait été restauré et encadré.
Le panneau de l'Incrédulité a été classé monument historique, au titre objet, le 16 mai 2003.
D'autres panneaux, ornant les églises d'Argelès-sur-Mer et de Passa, pourraient également être attribués au maître de Llupia. En 2012-2013, la chapelle Notre-Dame-des-Anges de Perpignan abrite une exposition présentant certaines de ses œuvres.